# Ictidomys tridecemlineatus
Spermophilus tridecemlineatus (Ховрах тринадцятисмугий) — один з видів ховрахів, родина Вивіркові.

## Поширення
Країни проживання: Канада (Альберта, Манітоба, Онтаріо, Саскачеван), США (Аризона, Колорадо, Іллінойс, Індіана, Айова, Канзас, Мічиган, Міннесота, Міссурі, Монтана, Небраска, Нью-Мексико, Північна Дакота, Огайо, Оклахома, Пенсильванія, Південна Дакота , Техас, Юта, Вісконсин, Вайомінг). Поширення виду обмежене сухими й піщаними ґрунтами на відкритих місцинах, таких як луки, оброблені поля, узбіччя доріг, аеродромів, чагарники, приміські газони.

## Морфометрія
Довжина тіла 11–16 см, довжина хвоста 6–13 см. Вага 110—140 г.

## Поведінка
Веде денний спосіб життя, особливо активний у теплу погоду. Зимує в підземних норах. Температура тіла взимку падає до 1–3°С, а частота серцевих скорочень знижується до 20 ударів на хвилину. Хоча не колоніальний, воліє жити в слабо утворених сімейних групах. Раціон складається з рослинної і тваринної їжі: насіння, плоди, трави, а також комахи. Іноді їсть дрібних хребетних. Переходить в сплячий режим до жовтня (деякі дорослі набагато раніше), виходить в березні або на початку квітня.

## Відтворення
Період розмноження квітень — червень. Вагітність триває 27–28 днів. Розмір приплоду в середньому вісім, більше у літніх самиць, ніж у молодих, буває один приплід на рік. Лактація триває 26 днів. Молодь виходить з нори за близько п'ять тижнів після пологів, а стає статевозрілою у їх перша весну.